# FINA Water Polo World League 2017 (maschile)
La World League maschile di pallanuoto 2017 (FINA Water Polo World League 2017) è stata la 16ª edizione della manifestazione che viene organizzata annualmente dalla FINA. Il torneo si svolge in due fasi, un turno di qualificazione e la Super Final, che si è svolto a Ruza in Russia dal 20 al 25 giugno 2017. La competizione è stata vinta dai campioni uscenti della Serbia.
La competizione è partita ufficialmente il 15 novembre 2016 con i gironi di qualificazione europei, mentre il torneo intercontinentale di qualificazione si è giocato tra il 25 e il 30 aprile 2017.

## Turno di qualificazione

### Europa
Le 11 squadre europee sono state divise in tre gironi disputati con gare di andata e ritorno dal 15 novembre 2016 all'11 aprile 2017. Si sono qualificate alla Super Final le prime in classifica di ciascun girone e la Russia, automaticamente qualificata in quanto nazione ospitante della fase finale.

#### Gruppo A
|    | Squadra    | Pti | G | V | VR | PR | P | GF | GS | DR  |
| -- | ---------- | --- | - | - | -- | -- | - | -- | -- | --- |
| 1. | Serbia     | 17  | 6 | 5 | 1  | 0  | 0 | 92 | 43 | +49 |
| 2. | Slovacchia | 8   | 6 | 2 | 0  | 2  | 2 | 53 | 62 | -9  |
| 3. | Romania    | 7   | 6 | 2 | 0  | 1  | 3 | 51 | 65 | -14 |
| 4. | Germania   | 4   | 6 | 0 | 2  | 0  | 4 | 49 | 75 | -26 |

| Data     | Sede       | Gara       | Gara        | Gara       |
| -------- | ---------- | ---------- | ----------- | ---------- |
| 15-11-16 | Košice     | Slovacchia | 10-7        | Germania   |
| 15-11-16 | Kragujevac | Serbia     | 19-8        | Romania    |
| 06-12-16 | Bucarest   | Romania    | 12-10       | Slovacchia |
| 06-12-16 | Berlino    | Germania   | 9-15        | Serbia     |
| 10-01-17 | Duisburg   | Germania   | 14-13 (dtr) | Romania    |
| 10-01-17 | Nováky     | Slovacchia | 17-18 (dtr) | Serbia     |
| 14-02-17 | Stoccarda  | Germania   | 9-8 (dtr)   | Slovacchia |
| 14-02-17 | Bucarest   | Romania    | 4-9         | Serbia     |
| 14-03-17 | Košice     | Slovacchia | 6-5         | Romania    |
| 14-03-17 | Zrenjanin  | Serbia     | 20-3        | Germania   |
| 11-04-17 | Bucarest   | Romania    | 9-7         | Germania   |
| 11-04-17 | Bečej      | Serbia     | 11-2        | Slovacchia |

#### Gruppo B
|    | Squadra     | Pti | G | V | VR | PR | P | GF | GS | DR  |
| -- | ----------- | --- | - | - | -- | -- | - | -- | -- | --- |
| 1. | Croazia     | 15  | 6 | 5 | 0  | 0  | 1 | 84 | 45 | +39 |
| 2. | Grecia      | 15  | 6 | 5 | 0  | 0  | 1 | 61 | 42 | +19 |
| 3. | Paesi Bassi | 6   | 6 | 2 | 0  | 0  | 4 | 44 | 70 | -26 |
| 4. | Francia     | 0   | 6 | 0 | 0  | 0  | 6 | 42 | 74 | -32 |

| Data     | Sede        | Gara        | Gara  | Gara        |
| -------- | ----------- | ----------- | ----- | ----------- |
| 15-11-16 | Fiume       | Croazia     | 11-6  | Grecia      |
| 15-11-16 | Gouda       | Paesi Bassi | 11-10 | Francia     |
| 06-12-16 | Atene       | Grecia      | 9-8   | Paesi Bassi |
| 06-12-16 | Montpellier | Francia     | 9-14  | Croazia     |
| 10-01-17 | Eindhoven   | Paesi Bassi | 7-18  | Croazia     |
| 10-01-17 | Atene       | Grecia      | 16-7  | Francia     |
| 14-02-17 | Atene       | Grecia      | 10-8  | Croazia     |
| 14-02-17 | Strasburgo  | Francia     | 6-7   | Paesi Bassi |
| 14-03-17 | L'Aia       | Paesi Bassi | 4-10  | Grecia      |
| 14-03-17 | Vukovar     | Croazia     | 16-6  | Francia     |
| 11-04-17 | Sebenico    | Croazia     | 17-7  | Paesi Bassi |
| 11-04-17 | Nancy       | Francia     | 4-10  | Grecia      |

#### Gruppo C
|    | Squadra | Pti | G | V | VR | PR | P | GF | GS | DR  |
| -- | ------- | --- | - | - | -- | -- | - | -- | -- | --- |
| 1. | Italia  | 12  | 4 | 4 | 0  | 0  | 0 | 49 | 33 | +16 |
| 2. | Russia  | 6   | 4 | 2 | 0  | 0  | 2 | 49 | 43 | +6  |
| 3. | Georgia | 0   | 4 | 0 | 0  | 0  | 4 | 38 | 60 | -22 |

| Data     | Sede          | Gara    | Gara  | Gara    |
| -------- | ------------- | ------- | ----- | ------- |
| 15-11-16 | Tbilisi       | Georgia | 13-14 | Russia  |
| 06-12-16 | Ruza          | Russia  | 7-10  | Italia  |
| 10-01-17 | Busto Arsizio | Italia  | 14-5  | Georgia |
| 14-02-17 | Kazan'        | Russia  | 19-8  | Georgia |
| 14-03-17 | Palermo       | Italia  | 12-9  | Russia  |
| 11-04-17 | Tbilisi       | Georgia | 12-13 | Italia  |

### Torneo intercontinentale
Il torneo di qualificazione intercontinentale si è svolto dal 25 al 30 aprile a Gold Coast, in Australia. Le squadre hanno disputato un girone all'italiana, al termine del quale sono state disputate la finale tra le prime 2 classificate e la finale per il terzo posto tra la terza e la quarta. Le prime quattro si sono qualificate alla Super Final.

#### Prima fase
|    | Squadra       | Pti | G | V | VR | PR | P | GF | GS | DR  |
| -- | ------------- | --- | - | - | -- | -- | - | -- | -- | --- |
| 1. | Australia     | 14  | 5 | 4 | 1  | 0  | 0 | 62 | 26 | +36 |
| 2. | Stati Uniti   | 12  | 5 | 4 | 0  | 0  | 1 | 71 | 42 | +29 |
| 3. | Giappone      | 10  | 5 | 3 | 0  | 1  | 1 | 69 | 37 | +32 |
| 4. | Kazakistan    | 6   | 5 | 2 | 0  | 0  | 3 | 41 | 53 | -12 |
| 5. | Cina          | 3   | 5 | 1 | 0  | 0  | 4 | 30 | 65 | -35 |
| 6. | Nuova Zelanda | 0   | 5 | 0 | 0  | 0  | 5 | 30 | 80 | -50 |

| Data     | Gara          | Gara        | Gara          |
| -------- | ------------- | ----------- | ------------- |
| 25-04-17 | Australia     | 18-3        | Nuova Zelanda |
| 25-04-17 | Giappone      | 8-10        | Stati Uniti   |
| 25-04-17 | Cina          | 6-7         | Kazakistan    |
| 26-04-17 | Cina          | 9-7         | Nuova Zelanda |
| 26-04-17 | Stati Uniti   | 15-10       | Kazakistan    |
| 26-04-17 | Australia     | 13-11 (dtr) | Giappone      |
| 27-04-17 | Stati Uniti   | 18-6        | Cina          |
| 27-04-17 | Nuova Zelanda | 6-18        | Giappone      |
| 27-04-17 | Australia     | 10-3        | Kazakistan    |
| 28-04-17 | Kazakistan    | 15-8        | Nuova Zelanda |
| 28-04-17 | Giappone      | 20-6        | Cina          |
| 28-04-17 | Australia     | 12-8        | Stati Uniti   |
| 29-04-17 | Australia     | 13-3        | Cina          |
| 29-04-17 | Nuova Zelanda | 6-20        | Stati Uniti   |
| 29-04-17 | Kazakistan    | 6-14        | Giappone      |

#### Finali
| Data     | Turno       | Gara      | Gara | Gara          |
| -------- | ----------- | --------- | ---- | ------------- |
| 30-04-17 | 5º-6º posto | Cina      | 4-5  | Nuova Zelanda |
| 30-04-17 | 3º-4º posto | Giappone  | 12-7 | Kazakistan    |
| 30-04-17 | 1º-2º posto | Australia | 8-6  | Stati Uniti   |

## Super Final
Si è disputata a Ruza dal 20 al 25 giugno 2017.

### Fase a gironi

#### Gruppo A
|    | Squadra     | Pti | G | V | VR | PR | P | GF | GS | DR  |
| -- | ----------- | --- | - | - | -- | -- | - | -- | -- | --- |
| 1. | Serbia      | 9   | 3 | 3 | 0  | 0  | 0 | 43 | 22 | +21 |
| 2. | Italia      | 5   | 3 | 1 | 1  | 0  | 1 | 30 | 26 | +4  |
| 3. | Stati Uniti | 4   | 3 | 1 | 0  | 1  | 1 | 29 | 34 | -5  |
| 4. | Kazakistan  | 0   | 3 | 0 | 0  | 0  | 3 | 23 | 43 | -20 |

| Data     | Gara        | Gara      | Gara        |
| -------- | ----------- | --------- | ----------- |
| 20-06-17 | Serbia      | 15-7      | Kazakistan  |
| 20-06-17 | Stati Uniti | 7-9 (dtr) | Italia      |
| 21-06-17 | Stati Uniti | 14-10     | Kazakistan  |
| 21-06-17 | Serbia      | 13-7      | Italia      |
| 22-06-17 | Serbia      | 15-8      | Stati Uniti |
| 22-06-17 | Kazakistan  | 6-14      | Italia      |

#### Gruppo B
|    | Squadra   | Pti | G | V | VR | PR | P | GF | GS | DR  |
| -- | --------- | --- | - | - | -- | -- | - | -- | -- | --- |
| 1. | Croazia   | 9   | 3 | 3 | 0  | 0  | 0 | 33 | 15 | +18 |
| 2. | Russia    | 6   | 3 | 2 | 0  | 0  | 1 | 30 | 22 | +8  |
| 3. | Australia | 3   | 3 | 1 | 0  | 0  | 2 | 17 | 27 | -10 |
| 4. | Giappone  | 0   | 3 | 0 | 0  | 0  | 3 | 18 | 34 | -16 |

| Data     | Gara      | Gara | Gara      |
| -------- | --------- | ---- | --------- |
| 20-06-17 | Croazia   | 13-5 | Giappone  |
| 20-06-17 | Australia | 5-11 | Russia    |
| 21-06-17 | Australia | 9-8  | Giappone  |
| 21-06-17 | Croazia   | 12-7 | Russia    |
| 22-06-17 | Croazia   | 8-3  | Australia |
| 22-06-17 | Giappone  | 5-12 | Russia    |

### Fase a eliminazione diretta
|  | Quarti di finale | Quarti di finale |              |             | Semifinali                | Semifinali                |  |  | Finale   | Finale |
|  |                  |                  |              |             |                           |                           |  |  |          |        |
|  | 23-06-17         |                  |              |             |                           |                           |  |  |          |        |
|  |                  |                  |              |             |                           |                           |  |  |          |        |
|  | Italia           | 13               |              |             |                           |                           |  |  |          |        |
|  | Italia           | 13               | 24-06-17     |             |                           |                           |  |  |          |        |
|  | Australia        | 5                |              |             |                           |                           |  |  |          |        |
|  | Australia        | 5                | Italia (dtr) | 9           |                           |                           |  |  |          |        |
|  | 23-06-17         |                  | Italia (dtr) | 9           |                           |                           |  |  |          |        |
|  |                  | Croazia          | 7            |             |                           |                           |  |  |          |        |
|  | Kazakistan       | Croazia          | 7            | 3           |                           |                           |  |  |          |        |
|  | Kazakistan       |                  | 25-06-17     | 3           |                           |                           |  |  |          |        |
|  | Croazia          | 19               |              |             |                           |                           |  |  |          |        |
|  | Croazia          | 19               | Italia       | 9           |                           |                           |  |  |          |        |
|  | 23-06-17         |                  | Italia       | 9           |                           |                           |  |  |          |        |
|  |                  | Serbia           | 10           |             |                           |                           |  |  |          |        |
|  | Stati Uniti      | Serbia           | 10           | 8           |                           |                           |  |  |          |        |
|  | Stati Uniti      | 24-06-17         |              | 8           |                           |                           |  |  |          |        |
|  | Russia           | 6                |              |             |                           |                           |  |  |          |        |
|  | Russia           | 6                | Stati Uniti  | 11          | Finale per il terzo posto | Finale per il terzo posto |  |  |          |        |
|  | 23-06-17         |                  | Stati Uniti  | 11          | Finale per il terzo posto | Finale per il terzo posto |  |  |          |        |
|  |                  | Serbia (dtr)     | 13           |             |                           |                           |  |  |          |        |
|  | Serbia           | Serbia (dtr)     | 13           | 19          | Croazia                   | 10                        |  |  |          |        |
|  | Serbia           |                  |              | 19          | Croazia                   | 10                        |  |  |          |        |
|  | Giappone         | 10               |              | Stati Uniti | 4                         |                           |  |  |          |        |
|  | Giappone         | 10               |              |             | 4                         |                           |  |  |          |        |
|  |                  |                  |              |             |                           |                           |  |  | 25-06-17 |        |
|  |                  |                  |              |             |                           |                           |  |  |          |        |

|  | Semifinali 5º/8º posto | Semifinali 5º/8º posto | Semifinali 5º/8º posto |        |            | Finale 5º posto | Finale 5º posto | Finale 5º posto |  |
|  |                        |                        |                        |        |            |                 |                 |                 |  |
|  | Australia              | Australia              | 11                     |        |            |                 |                 |                 |  |
|  | Australia              | Australia              | 11                     |        |            |                 |                 |                 |  |
|  | Kazakistan (dtr)       | Kazakistan (dtr)       | 12                     |        |            |                 |                 |                 |  |
|  | Kazakistan (dtr)       | Kazakistan (dtr)       | 12                     |        | Kazakistan | Kazakistan      | 4               |                 |  |
|  |                        |                        |                        |        | Kazakistan | Kazakistan      | 4               |                 |  |
|  |                        |                        | Russia                 | Russia | 11         |                 |                 |                 |  |
|  | Russia (dtr)           | Russia (dtr)           | Russia                 | Russia | 11         | 18              |                 |                 |  |
|  | Russia (dtr)           | Russia (dtr)           |                        |        |            | 18              |                 |                 |  |
|  | Giappone               | Giappone               | 17                     |        |            | Finale 7º posto | Finale 7º posto | Finale 7º posto |  |
|  | Giappone               | Giappone               | 17                     |        |            |                 |                 |                 |  |
|  |                        |                        |                        |        |            |                 |                 |                 |  |
|  |                        |                        |                        |        |            | Australia       | Australia       | 11              |  |
|  |                        |                        |                        |        |            | Australia       | Australia       | 11              |  |
|  |                        |                        |                        |        |            | Giappone        | Giappone        | 4               |  |

## Classifica finale
| Pos. | Squadra     |
| ---- | ----------- |
|      | Serbia      |
|      | Italia      |
|      | Croazia     |
| 4    | Stati Uniti |
| 5    | Russia      |
| 6    | Kazakistan  |
| 7    | Australia   |
| 8    | Giappone    |